# Модрокаменські схили
Модрокаменські схили (Modrokamenské úboče) — гірський масив в Словаччині; геоморфологічна підодиниця масиву Крупінська полонина. Найвища точка — Хлм (744 м). Місце розташування — Банськобистрицький край і Нітранський край.